# Прикамье (волейбольный клуб)
«Прикамье» — советский и российский мужской волейбольный клуб из Перми. Основан в 1983 году, также носил названия «Луч» (1983—1993), СКИФ-«Амкар» (1993—1994), «Амкар» (1994—1996), «Уралсвязьинформ» (1996—2006). Высшее достижение — 6-е место в чемпионате России (1999/00). Финалист Кубка России (2000, 2001). Расформирован в 2017 году.

## История
Пермский волейбольный клуб вёл свою историю с 1983 года, когда в доме спорта «Луч» начала выступления одноимённая команда. Инициатором её создания был генеральный директор производственного объединения «Пермьсельхозремонт» Владимир Мстиславович Мурзин, а бессменным тренером коллектива со дня основания являлся Владимир Степанович Путин.
Первое время «Луч» участвовал только в районных, городских и областных соревнованиях, а в 1988 году впервые заявился на первенство РСФСР среди команд класса «А». В 1990 году пермяки вышли во вторую лигу чемпионата СССР, в 1993 году — в первую лигу чемпионата России. По итогам сезона-1998/99 команда, называвшаяся в то время «Уралсвязьинформом», добилась права на переход в Суперлигу.
Перед дебютом в элитном дивизионе пермяки заняли второе место на проходившем в Екатеринбурге финальном турнире Кубка России: в полуфинале было обыграно «Белогорье-Динамо», а в решающем матче команда уступила УЭМ-«Изумруду». Первый для «Уралсвязьинформа» чемпионат Суперлиги тоже сложился успешно: подопечные Владимира Путина ярко провели предварительный этап и вошли в шестёрку сильнейших команд России.
Единственный новичок клуба — 24-летний нападающий Алексей Соснин, ранее выступавший в новосибирском «Локомотиве» — стал одним из открытий сезона, заняв 4-е место в рейтинге самых результативных игроков. В целом же команда отличалась весьма ровным подбором исполнителей: взаимозаменяемы были связующие Константин Тронин и Антон Важенин, блокирующие Андрей Букатов, Дмитрий Дик и капитан команды Илья Зинкин, диагональные Александр Байбарин и Андрей Юрченков, доигровщики Алексей Соснин, Алексей Устиненко и Владимир Викулов, на позиции либеро выступал Михаил Есюнин. При этом Зинкин и Викулов являлись помощниками Владимира Путина, играющими тренерами «Уралсвязьинформа».
Перед началом следующего сезона из команды ушли Илья Зинкин и Константин Тронин, а Владимир Викулов переквалифицировался в связующие и стал капитаном пермяков. «Уралсвязьинформ» финишировал в чемпионате на восьмом месте. В сентябре 2001 года в Перми команда повторила свой прошлогодний результат в розыгрыше Кубка России: в полуфинале хозяева обыграли чемпионов страны МГТУ-«Лужники», а в финале вновь были слабее УЭМ-«Изумруда».
Отыграв ещё три года в Суперлиге, «Уралсвязьинформ», не имевший больших возможностей для усиления состава и делавший ставку на сыгранность коллектива и собственных воспитанников, в условиях возросшей конкуренции был вынужден покинуть сильнейший дивизион.
В 2006 году, став победителем высшей лиги «А», команда, сменившая название на «Прикамье», вернулась в Суперлигу, но лишь на один сезон. Несмотря на итоговое последнее место в чемпионате-2006/07, определённый повод для гордости у болельщиков «Прикамья» имелся: диагональный Евгений Матковский стал самым результативным игроком чемпионата и первым игроком в истории пермского клуба, вошедшим в состав сборной России. Дебютировав в сборной в 30-летнем возрасте, Матковский выиграл серебряную медаль Мировой лиги.
С 2007 года пермские волейболисты вновь играли в высшей лиге «А» с задачей возвращения в элиту, но решить её не удалось. Перед началом сезона-2009/10 и вовсе встал вопрос о дальнейшем существовании клуба, лишившегося спонсорской поддержки и едва не повторившего судьбу земляков из «Урал-Грейта». В итоге команде пришлось расстаться с ведущими игроками — Дмитрием Поляковым, Романом Мартынюком, Антоном Дубровиным, Алексеем Родичевым; завершили игровую карьеру и вошли в тренерский штаб «Прикамья» ветераны команды Владимир Викулов и Александр Байбарин. Заняв 11-е место, «Прикамье» спустилось в третий эшелон чемпионата России — высшую лигу «Б».
В сезоне-2010/11 пермяки с большим преимуществом финишировали первыми на предварительном этапе соревнований высшей лиги «Б», а по итогам финального турнира шести команд, проходившем в Перми и Новосибирске, заняли второе место, гарантировавшее возвращение в высшую лигу «А». Уже по итогам следующего сезона «Прикамье» добилось победы в турнире подэлитного дивизиона и снова завоевало право играть в Суперлиге.
Первый после возвращения в сильнейшую лигу чемпионат-2012/13 стал тяжёлым испытанием для пермяков, сохранивших состав, не отметившихся громкими приобретениями и только по ходу сезона получивших усиление в лице блокирующего Вадима Лихошерстова из харьковского «Локомотива». Подопечные Владимира Путина и Владимира Викулова заняли последнее место в Красной группе и стали участниками плей-аут, где лишь в последний игровой день, вырвав трудную победу у краснодарского «Динамо», обеспечили себе участие в стыковых матчах против занявшего 2-е место в высшей лиге «А» «Динамо» из Ленинградской области. Обыграв «бело-голубых» в двух матчах, «Прикамье» сохранило прописку в Суперлиге.
Летом 2013 года «Прикамье» лишилось диагонального Александра Ковалёва, вместо которого был заявлен эстонец Оливер Венно, а другие ключевые исполнители остались прежними — связующий Дмитрий Ковалёв, доигровщики Павел Захаров и Алексей Карпенко, либеро Юрий Фомин, центральные Иван Козицын и Вадим Лихошерстов (последний начинал сезон в нижневартовском «Самотлоре», но в декабре вернулся в Пермь). В чемпионате России-2013/14 пермский клуб, бюджет которого по-прежнему являлся одним из самых скромных в Суперлиге, занял 10-е место по итогам предварительного этапа, обеспечившее участие в плей-офф. В серии поединков за выход в решающую стадию первенства — «Финал шести» пермяки проиграли московскому «Динамо». По окончании клубного сезона один из самых известных воспитанников «Прикамья», капитан команды Дмитрий Ковалёв, становившийся в 2010—2011 годах в составе молодёжной сборной России победителем чемпионатов Европы и мира, а в 2013 году — чемпионом Универсиады в Казани и бронзовым призёром первого в истории чемпионата мира U23, дебютировал в национальной сборной страны на Мировой лиге и в одностороннем порядке разорвал контракт с клубом.
Наряду с Ковалёвым «Прикамье» покинули Павел Захаров, Вадим Лихошерстов и Оливер Венно. Вместо них были приглашены связующий Роман Егоров из «Нефтяника», доигровщик Александр Петров из «Новы», центральный блокирующий Максим Куликов из фарм-команды новосибирского «Локомотива», а также два игрока сборной Белоруссии — диагональный Павел Авдоченко и блокирующий Сергей Бусел. В чемпионате России-2014/15 команда оказалась далека от зоны плей-офф из-за 12-матчевой серии поражений, основной причиной которой стали травмы игроков основного состава Владимира Якимова, Алексея Карпенко и Романа Егорова. По результатам матчей плей-аут и переходного турнира пермякам не удалось сохранить прописку в Суперлиге. Летом 2015 года воспитанник «Прикамья» доигровщик Сергей Никитин стал бронзовым призёром Европейских игр в Баку, чемпионом Универсиады в Кванджу и первенства мира U23. В сезоне-2015/16 «Прикамье» заняло 8-е место в высшей лиге «А».
Сезон-2016/17 «Прикамье» в целом провело успешно, некоторое время лидируя в турнирной таблице и ведя до последних туров борьбу за выход в Суперлигу. В итоге команда заняла 3-е место и обеспечила себе право участвовать в матчах переходного турнира с 12-й и 13-й командами Суперлиги, однако переходный турнир был отменён из-за финансовых проблем у «Прикамья» и барнаульского «Университета», занявшего 2-е место. Таким образом «Прикамье» осталось в высшей лиге «А».
Летом 2017 года появилась информация о возможном снятии команды с чемпионата и закрытии клуба. Об этом в интервью официальному сайту клуба сообщил директор и главный тренер команды Владимир Путин. В августе в связи с отсутствием финансовых средств команда отказалась от участия в Кубке России, а в октябре не смогла отправиться на выездные матчи 4-го тура в Барнаул, получив два технических поражения, при том, что во всех играх первых трёх туров «Прикамье» одержало победы и было одним из лидеров чемпионата. Перед домашними матчами с АСК в рамках пятого тура директор клуба направил письмо главе государства Владимиру Путину, а болельщики собрали деньги для организации этих матчей. 24 ноября клуб объявил об отсутствии средств на выезд в Челябинск на спаренные игры 9-го тура, что с учётом уже имевшихся двух неявок означало исключение команды из соревнований высшей лиги «А». 29 ноября «Прикамье» официально отказалось от дальнейшего участия в чемпионате России.

## Результаты в чемпионате России
| Сезон   | Лига                  | Место | И  | В  | П  | С/П    |
| ------- | --------------------- | ----- | -- | -- | -- | ------ |
| 1992/93 | 2-я лига (III)        | 3-е   |    |    |    |        |
| 1993/94 | 1-я лига (II)         | 4-е   |    |    |    |        |
| 1994/95 | 1-я лига (II)         | 2-е   |    |    |    |        |
| 1995/96 | Высшая лига (II)      | 2-е   |    |    |    |        |
| 1996/97 | Высшая лига (II)      | 5-е   |    |    |    |        |
| 1997/98 | Высшая лига (III)     | 1-е   | 42 | 36 | 6  | 112:32 |
| 1998/99 | Суперлига «Б» (II)    | 2-е   | 30 | 20 | 10 | 70:47  |
| 1999/00 | Суперлига (I)         | 6-е   | 31 | 12 | 19 | 49:65  |
| 2000/01 | Суперлига (I)         | 8-е   | 42 | 20 | 22 | 85:83  |
| 2001/02 | Суперлига (I)         | 9-е   | 44 | 16 | 28 | 66:100 |
| 2002/03 | Суперлига (I)         | 9-е   | 44 | 15 | 29 | 62:98  |
| 2003/04 | Суперлига (I)         | 13-е  | 34 | 8  | 26 | 50:84  |
| 2004/05 | Высшая лига «А» (II)  | 2-е   | 44 | 34 | 10 | 114:47 |
| 2005/06 | Высшая лига «А» (II)  | 1-е   | 44 | 38 | 6  | 120:43 |
| 2006/07 | Суперлига (I)         | 12-е  | 23 | 8  | 15 | 39:54  |
| 2007/08 | Высшая лига «А» (II)  | 3-е   | 44 | 30 | 14 | 102:59 |
| 2008/09 | Высшая лига «А» (II)  | 5-е   | 48 | 29 | 19 | 108:83 |
| 2009/10 | Высшая лига «А» (II)  | 11-е  | 44 | 12 | 32 | 60:104 |
| 2010/11 | Высшая лига «Б» (III) | 2-е   | 54 | 41 | 13 | 142:71 |
| 2011/12 | Высшая лига «А» (II)  | 1-е   | 44 | 34 | 10 | 114:54 |
| 2012/13 | Суперлига (I)         | 13-е  | 34 | 11 | 23 | 47:80  |
| 2013/14 | Суперлига (I)         | 10-е  | 25 | 8  | 17 | 34:56  |
| 2014/15 | Суперлига (I)         | 12-е  | 36 | 12 | 24 | 50:85  |
| 2014/15 | Переходный турнир     | 3-е   | 6  | 3  | 3  | 9:12   |
| 2015/16 | Высшая лига «А» (II)  | 8-е   | 44 | 20 | 24 | 85:87  |
| 2016/17 | Высшая лига «А» (II)  | 3-е   | 44 | 28 | 16 | 95:72  |

## Арена
- Спортивный комплекс им. В. П. Сухарева (шоссе Космонавтов, 158а).